# Fichier des véhicules assurés
Pour les articles homonymes, voir FVA.
Le fichier des véhicules assurés ou (FVA) est un fichier français répertoriant tous les véhicules assurés. Ce fichier est actif au 1er janvier 2019. 
L’assurance automobile est obligatoire en France depuis le 27 février 1958. Toutefois on peut déplorer, selon l’observatoire national interministériel de la sécurité routière (ONISR), que 700 000 personnes rouleraient sans assurance. En 2016, 235 personnes sont décédées dans un accident impliquant un véhicule sans assurance, soit 7% de la mortalité sur les routes.
Lors du comité interministériel de sécurité routière du 2 octobre 2015, la création d’un fichier des assurés (FVA) a été introduite dans la loi de modernisation de la justice du 18 novembre 2016. Le décret n° 2018-644 du 20 juillet 2018 et paru au Journal officiel du 24 juillet 2018 précise les modalités de constitution et d’alimentation de ce fichier. Il permet notamment de lutter plus efficacement contre la conduite sans assurance en facilitant les contrôles des forces de l’ordre. Depuis octobre 2019, les radars automatiques interrogent systématiquement le FVA afin de détecter les véhicules non-assurés.
Ce fichier est sous l’égide de l’Association pour la gestion des informations sur le risque en assurance (AGIRA).  
Les informations figurant au FVA sont : l’immatriculation du véhicule, l’identifiant de l’assureur (code ACPR), celui du gestionnaire de la garantie (code ORIAS), le numéro de contrat, ainsi que les dates de début et de fin de garantie. 
Ce fichier est croisé avec le système d'immatriculation des véhicules (SIV) pour lister les véhicules sans assurance. Le fichier est alimenté par les compagnies d’assurances qui devront signaler toute modification dans les 72 heures.